# Damien Branaa
Damien Branaa (né le 29 juillet 1986 à Orthez) est un coureur cycliste français, professionnel en 2012.

## Biographie
En 2004, Damien Branaa se révèle avec l'équipe de France en remportant une étape du Tour du Pays de Vaud, manche de la Coupe des Nations juniors. Il rejoint ensuite le GSC Blagnac en 2005, pour son passage chez les espoirs (moins de 23 ans). Dans le même temps, il étudie au CREPS de Toulouse, devenu Pôle espoirs, où il côtoie plusieurs futurs professionnels, comme Blel Kadri. À cette occasion, il est repéré par AG2R Prévoyance, avec laquelle il signe un pré-contrat professionnel,. Il perd cependant contact avec l'équipe en raison d'une saison 2006 quasiment blanche, où il chute lourdement lors d'une course en Espagne,. Arrêté pendant une longue période, il trouve finalement refuge au club de l'Entente Sud Gascogne en 2007.
En 2008, il intègre l'équipe de France espoirs au printemps, après un bon début de saison,. Sous le maillot tricolore, il se distingue parmi les meilleurs espoirs mondiaux en terminant quatorzième du Grand Prix du Portugal, sixième d'une étape du Tour des régions italiennes et huitième de la Coupe des Nations Ville Saguenay. Il participe à la Ronde de l'Isard, où il se classe troisième de la dernière étape de montagne à Saint-Girons, derrière Guillaume Bonnafond et son ex-coéquipier Blel Kadri. En été, il remporte une étape du Tour de la Dordogne puis le Trofeo San Cruz, course du calendrier amateur basque. Malgré ses prestations, il ne parvient à obtenir de contrat professionnel, juste avant de quitter les rangs espoirs. 
En 2009, il poursuit sa carrière chez les amateurs avec l'Entente Sud Gascogne, où il tient un rôle de co-leader avec son coéquipier Fabien Rey. Lors de la saison 2010, il réalise un enchaînement prolifique en remportant une étape du Tour Nivernais Morvan, le Mémorial José María Anza, le Prix Jésus Mujica et le Grand Prix de Plouay amateurs. En 2011, il gagne la Classique de Sauveterre-de-Béarn et une étape du Tour de Navarre, au col Bagargui.
Remarqué par sa victoire en Navarre, il passe professionnel en 2012 dans l'équipe continentale espagnole Burgos BH-Castilla y León, grâce notamment à l'appui de son directeur sportif Dominique Arnaud. Son coéquipier Nicolas Capdepuy l'accompagne également pour l'occasion. Victime d'impayés de la part de son équipe, il connait cependant une saison difficile. En avril, il est vingtième du Tour de La Rioja ou encore 32e du Tour des Asturies, ses meilleurs résultats. Déçu par l'encadrement de l'équipe, il décide finalement de retourner chez les amateurs en 2013, tout en préparant sa reconversion professionnelle. 
De retour chez les amateurs, il démarre parallèlement un BTS Comptabilité à l'âge de 28 ans chez RD Cycles, un magasin de scooters et de vélos à Bayonne. Il rachète ensuite la boutique et en devient le gérant, après le départ à la retraite de ses patrons.

## Palmarès
| - 2000 - Champion d'Aquitaine minimes - 2002 - Champion d'Aquitaine cadets - 2004 - 2ea étape du Tour du Pays de Vaud - 3e du Trophée Centre Morbihan - 2006 - Une étape du Tour de la Dordogne - 2e des Boucles du Tarn - 2008 - 1re étape du Tour de la Dordogne - 2e du Tour du Labourd - 2e du Trophée de l'Essor - 2e de la Vienne Classic espoirs - 3e du Grand Prix d'ouverture Pierre-Pinel - 2009 - Week-end béarnais : - Classement général - 1re étape - 2e du Tour du Béarn | - 2010 - 4e étape du Tour Nivernais Morvan - Mémorial José María Anza - Prix Jésus Mujica - Grand Prix de Plouay amateurs - 2011 - 4e étape du Tour de Navarre - Classique de Sauveterre-de-Béarn - 2e du Tour du Canton de Saint-Ciers - 2013 - 2e du Trophée de l'Essor - 3e du Trophée des Bastides - 3e du Grand Prix des Fêtes de Coux-et-Bigaroque |